# 民主共和制
民主共和制（英語：Democratic republic）是民主選舉制的典型代表，是一種兼具共和主义和民主主义的政體，在各種政府機關、行政、立法和司法體系內“民主制”和“共和制”交叉结合，以不違背民主精神與共和精神制度的大原則來運作其國家內的一切事物。
採取民主共和制的國家可以被稱為“民主共和國”，以美國和西歐為其中的代表。民主共和制的出现极大地加速了21世紀全球的民主化進程；虽然在大多数情况下，采用这种政体对该国的人权、民生、经济、社会福利、流行文化等方面都会能产生飞跃性的进步，但也不一定每次都能帶來正面效果。

## 定義及名稱
“民主制”和“共和制”這兩個词本来就具有高度重疊性，這表明現代大多數“共和制國家”已經接受並內化了“民主”這一概念，許多共和國的立國之本就是“反抗獨裁壓迫、遵循全民民主”，例如這兩個詞彙在《牛津英語字典》中的定義就非常接近：
- 共和制：是人民及其民選代表擁有最高權力的一種制度[2]。
- 民主制：一種由全體國民、或所有選民組成的政府制度，要經過民主選舉，選出選區代表來進行政治活動[3]。

## 歷史

### 在美國
在美國，共和制度本身就是一種民主形式，這一概念從美國建國之初就很普遍。約翰·亞當斯（John Adams，1784年）提出了民主共和與代議制民主（特指當時英國還不成熟的君主立憲制，並非美國現在的選舉人制度）之間的差異、好與壞，並把民主共和的概念廣泛流傳出去。在他的理論中認為，一個簡單的代議制民主國家中，沒有任何決定是可以接受的，因為這些“代議代表”有些只是舊貴族的遺留，並非真民選，真正的民選制度必定要徵得多數人的同意、盡可能擴大投票的範圍方可成立。 
加州大學洛杉磯分校法學院的尤金·沃洛赫（Eugene Volokh）指出，美國的民主共和制體現了立憲制之下的多變性，該國的地方性決定（通常範圍為“州”）可以通過直接的民主程序而得出，但其它外交、財政、軍事性的決定（通常範圍為“整個聯邦”）需要由民主選舉產生的代表來得出，聯邦憲法把美國的民主簡單的分成了兩個部分：一個“州”之內的全民民主，和一個“聯邦”之內的代議民主。與許多大型政治系統一樣，任何單獨的術語都無法完全描述美國目前的政治制度，美國總統又是依靠“州”與“聯邦”之內的雙重投票合作而產生的，並不隸屬於任何一個單獨的民主框架之下。
值得注意的是，與其它民主國家一樣，民主共和國中不一定所有“人民”都是“公民”，也不是所有“公民”都是“選民”。作為國家主人的權力只能握在公民手中，而投票權只有選民才有。在民主共和制中，投票通常受到各種合理的限制，其目的是為了讓整個選舉有一個符合社會公信力的標準，例如10歲以下的兒童、死刑犯、精神病患者在大多數民主共和制國家中可以算作公民，但並不能成為有決策力的選民，他們暫時被剝奪投票權；而海外的非法移民只能算是人民，他們可以享受民主制國家最低的人權保障，不過被排除在公民的範疇之外，有基本人權但沒有实际的公民權。

### 在其它國家
這一概念在美國本土得到了非常好的發展，但是在美國以外的國家則經常容易變質。在二战后大多数白人的欧洲国家、和以白人为主的旧英国殖民地已经可以自行建构成熟的民主共和政体，即使原本属于共产主义阵营的东欧国家也不例外，它们都取得了显著的经济成果；而同为白人的拉丁美洲国家、非白人的欧洲前殖民地，则效果次之，它们没能享有成熟、透明的民主机制，但至少拥有之前没有的各种新闻、娱乐、言论、出版、文学创作的自由；最后，在伊斯兰教盛行的国家、以及撒哈拉以南的非洲国家，民主共和制可能会引发不必要的政局混乱。
從歷史上看，儘管中華民國在成立之初就自稱是亞洲第一個民主共和國，但其真正的民主進程全部發生在退守台灣本島之後，在中國國民黨党国体系時期的中華民國實際上是家族獨裁，其所謂的“民選”代表也只是從軍閥、學閥世家、或者有名望清朝遺老中選拔，普通人民依然被隔離在民主共和之外。
無獨有偶，自稱非洲第一个共和國的利比里亞（建國於1822年），在其成立后的100年间也從未得到真正的民主化。这个国家是美國黑人的故鄉，它在創立之初就被美國一手扶持，並且全盤照搬美國的政治制度，但利比里亞的政治局勢因为没有成熟的民主架构支持，导致在建国后的100年间會週期性的發生不穩定。因为美国黑人的家乡一直处于暴力衝突和政變，在2005年，原本採取放任政策的美国根据民意强势介入，从各方各面监督利比里亚轉型，2006年利比里亞才真正的變為民主共和制。
許多國家在官方名稱中就會使用“民主共和國”一詞（例如阿爾及利亞、剛果（金）、埃塞俄比亞、北朝鮮、老撾），但它們全部被經濟學人智庫—民主指數視為不民主的“獨裁政府”或“ 威權政體 ”，以及被非政府組織—自由之家評價為“不自由國度”。
也有一些些國家，使用“民主共和國”一詞的同時並具備良好的人權紀錄，在民主指數中被評為“稍有欠缺的民主”或“全面民主”，例如东帝汶、聖多美和普林西比、斯里蘭卡、尼泊爾，它們無一例外均為國民大量信仰同一宗教的國家。

### 在已滅亡政权
在冷戰時代，有大量不具有投票權的國家也宣稱自己為民主國家，並寫入了本國的官方名稱，例如：東德（德意志民主共和國）、索馬里民主共和國、越南民主共和國、葉門民主人民共和國、阿富汗民主共和國和衣索比亞人民民主共和國，這些國家實際由官僚主義政府所擁護的馬克思主義-列寧主義者控制，它們實際上是社會主義形態的獨裁政府。
與此同時，馬達加斯加民主共和國和蘇丹民主共和國兩國，雖然是社會主義國家，但其實際上並非共產黨專政、也不具備獨裁集權的事實，它們擁有正常民主選舉流程，只不過每次選舉的結果均以社會主義政黨為優勢而已，目前兩國國名均被替換，但政治核心無過多的改動。

## 现代国名中明确有“民主共和”一词的国家列表
| 国家及国旗                             | 建国日期      | 国家制度                       |
| -------------------------------------- | ------------- | ------------------------------ |
| 刚果民主共和国                         | 1960年6月30日 | 两院制-民主制                  |
| 阿尔及利亚民主人民共和国               | 1962年7月5日  | 两院制-总统制-独裁制           |
| 斯里蘭卡民主社會主義共和國             | 1972年5月22日 | 社会主义共和国-民主制-半总统制 |
| 聖多美普林西比民主共和國               | 1975年7月12日 | 议会民主制                     |
| 寮人民民主共和国                       | 1975年12月2日 | 马克思列宁主义-独裁制          |
| 撒拉威阿拉伯民主共和國（未受广泛承认） | 1976年2月27日 | 共和制-独裁制                  |
| 衣索比亞联邦民主共和国                 | 1995年5月28日 | 议会民主制-地方分权-联邦制     |
| 东帝汶民主共和国                       | 2002年5月20日 | 总统制-民主制                  |
| 尼泊爾聯邦民主共和國                   | 2008年5月28日 | 联邦制-世俗化                  |

## 關聯條目
- 民主
- 共和
- 聯邦共和國
- 人民共和國
- 自由民主制